# Miss Slovenije 2018
Miss Slovenije 2018 je bilo lepotno tekmovanje, ki je potekalo 8. septembra v Delavskem domu v Trbovljah.
Vodila ga je Jerneja Podbevšek Zhembrovskyy.
Gledalci, ki so prireditev spremljali prek Facebooka, so lahko z SMS sporočilom darovali v sklad Ivana Krambergerja. Za prenos je poskrbela Skupina stroka.si.
Tiaro je izdelala Marjeta Hribar.

## Finale

### Uvrstitve
- Zmagovalka Lara Kalanj, 17 let, Livek
- 1. spremljevalka Mojca Kranjec, 22 let, Ljubljana
- 2. spremljevalka Marija Seničar, 20 let, Dol pri Hrastniku
- Miss Slovenskih Novic Nika Belotič, 17 let, Maribor
- Miss osebnosti Corrina Mijatović, 18 let, Benetke
- Miss NOVA Hana Čolić, 20 let, študentka, Logatec

Vir

### Glasbeniki
Nastopili so Gaja Prestor, Sašo Gačnik – Svarogov (partner Jelke Verk, lastnice licence) ter skupini Šlajn in Crazy neighbours.

### Žirija
Sestavljali so jo Zoran Poznič (dirketor delavskega doma Trbovlje), Mojca Šimnic Šolinc (Tosama), Jure Knez (Dewesoft), Maja Zupan (miss Slovenije 2017) in David Miško (direktor trženja skupine Stroka.si).

### Sponzorji in sodelavci
Tekmovalke so predstavile znamke Alpina, Kuolmi, Nancy Beachwear in večerne obleke iz salona Poročni kotiček. Nosile so šopke, ki so jih izdelale v delavskem domu Trbovlje.

### Kritika prireditve
Eden od piscev se je obregnil ob kraj izbora in se spomnil časov, ko je bil to glamurozen in priljubljen dogodek, ki so ga prenašali iz največjih dvoran.

### Izbira tekmovalk in fotografiranje
Na informativnih razgovorih, ki so se začeli marca, je bilo izbranih 24 deklet. Na polfinalu 11. maja so se v portoroški marini predstavile v oblekah, ki so jih izdelale iz Tosaminih izdelkov. Porteti 15 finalistk so bili posneti v industrijskem okolju HSE Energetske družbe Trbovlje. Posnel jih je Grega Eržen.

## Miss sveta 2018
Svetovni izbor je bil 9. decembra v letovišču Sanya na Kitajskem.
Tam se je Kalanjeva predstavila v tolminski ljudski noši. S sabo je imela tudi večerne in dnevne obleke salona Poročni kotiček, čevlje Alpina, kopalke Nancy Beachwear in izdelke Tosama. Na dobrodelni večer je odnesla nakit Marjete Hribar.